# Къща на улица „Тошо Арсов“ № 62
Къщата на улица „Тошо Арсов“ № 62 (на македонска литературна норма: Куќа на ул. „Тошо Арсов“ бр. 62) е къща в град Щип, Северна Македония. Къщата е обявена за значимо културно наследство на Северна Македония.

## Архитектура
Сградата е разположена на улица „Тошо Арсов“ и е типичен пример за градската архитектура от първата половина на XX век. Изградена е в неокласически стил в единственото запазено каре от Щипската чаршия. Състои се от приземие и етаж.